# Roger William Heyns
Roger William Heyns (* 12. August 1918 in Grand Rapids, Michigan; † 11. September 1995 in Volos, Griechenland) war ein US-amerikanischer Psychologe und Manager. Von 1965 bis 1971 war er Kanzler der University of California, Berkeley.

## Leben und Wirken
Heyns wuchs in einer calvinistisch geprägten Familie mit niederländischen Wurzeln in Holland, Michigan, auf. Er erwarb 1940 am Calvin College einen Bachelor und an der University of Michigan 1942 einen Master und nach seinem Militärdienst bei den Army Air Forces 1949 einen Ph.D., jeweils in Psychologie. Ab 1947 gehörte er zum Lehrkörper der University of Michigan. Hier arbeitete er unter anderem zum Thematischen Auffassungstest. Laut Datenbank Scopus, die Zitationen überwiegend erst aus der Zeit nach den 1970er Jahren erfasst, hat Heyns (Stand Februar 2021) einen h-Index von 2, seine Arbeiten werden auch 2021 gelegentlich noch zitiert. An der University of Michigan war er ab 1957 Dekan des College of Literature, Science and the Arts und ab 1961 Vizepräsident. 1965 wechselte er als Kanzler an die University of California, Berkeley.

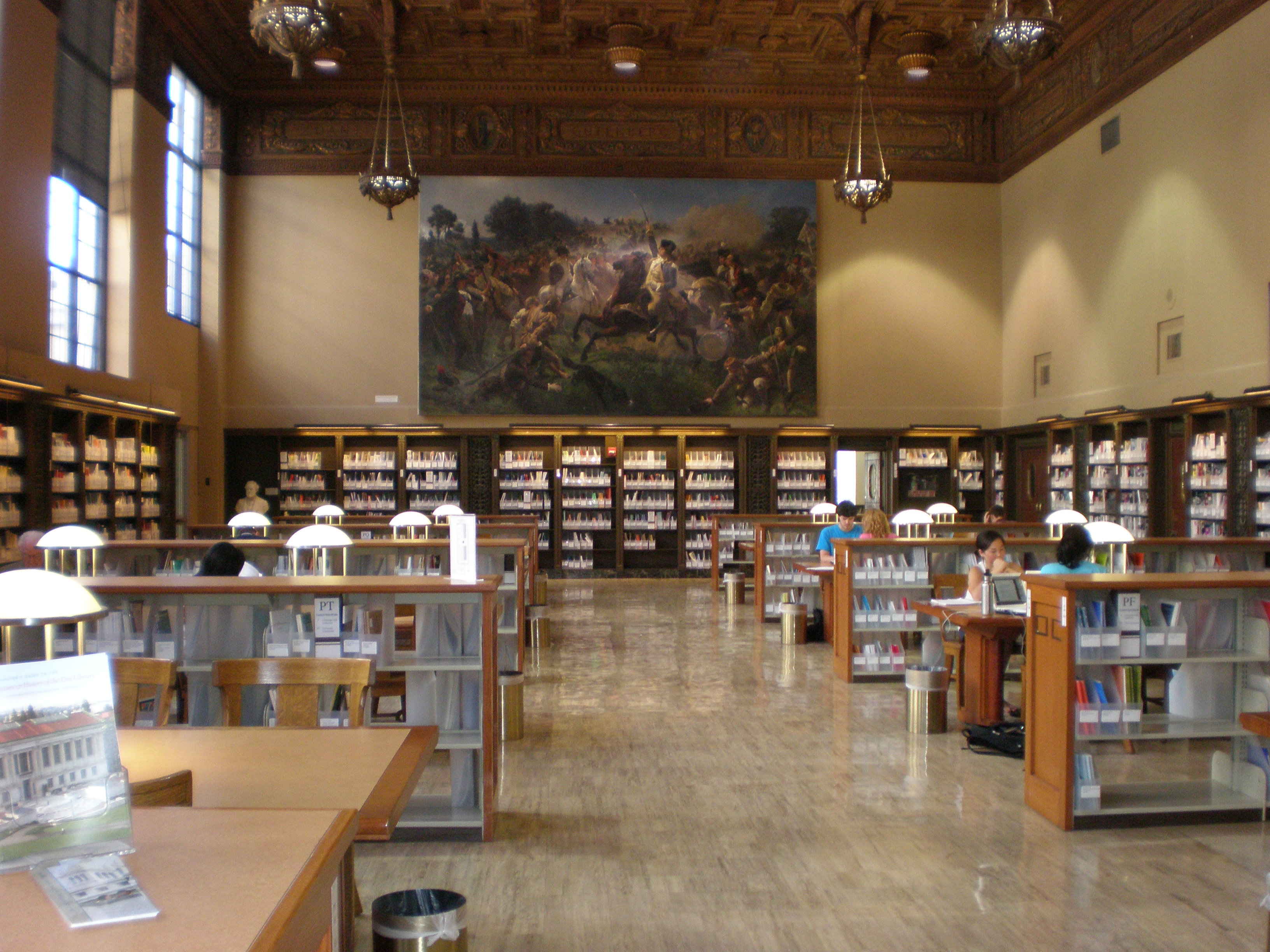
Roger W. Heyns Reading Room an der University of California, Berkeley

In Berkeley machte er sich um Studienmöglichkeiten für Minderheiten verdient und um mehrere Neubauten auf dem Universitätsgelände, darunter die Lawrence Hall of Science und das Berkeley Art Museum. Die äußeren Umstände seiner Kanzlerschaft auf dem Höhepunkt der Studentenunruhen der 68er-Bewegung und unter dem kalifornischen Gouverneur Ronald Reagan galten als besonders schwierig, sein Geschick in der Leitung der Universität als besonders glücklich. 1971 trat er als Kanzler zurück.
Nach 1971 war Heyns noch einmal kurz an der University of Michigan, bevor er Präsident des American Council on Education wurde. Von 1977 bis 1992 war er Präsident der William and Flora Hewlett Foundation und von 1977 bis 1988 Direktor der Times Mirror Co., die die Los Angeles Times herausgibt.
1963 wurde Heyns als Fellow in die American Association for the Advancement of Science, 1971 als Mitglied in die American Academy of Arts and Sciences gewählt.
Heyns war seit 1941 mit Esther Gezon verheiratet, das Paar hatte drei Söhne. Roger William Heyns starb während eines Griechenland-Urlaubs an einer Herzerkrankung.

## Schriften
- The Psychology of Personal Adjustment, 1957
- An Anatomy for Conformity, 1962